# EN Весов
EN Весов (лат. EN Librae) — одиночная переменная звезда в созвездии Весов на расстоянии (вычисленном из значения параллакса) приблизительно 10868 световых лет (около 3332 парсеков) от Солнца. Видимая звёздная величина звезды — от более +13,5m до +11,5m.

## Характеристики
EN Весов — красная пульсирующая переменная звезда, мирида (M) спектрального класса Me.